# Nhật ký Barbie
Nhật ký Barbie là một bộ phim chủ đề 2006 của đạo diễn Eric Fogel (đạo diễn phim My Scene) 

## Phân vai
- Kelly Sheridan vai Barbie Roberts
- Skye Sweetnam vai Barbie Roberts (giọng hát)
- Sarah Edmondson vai Courtney
- Venus Terzo vai Tia
- Matt Hill vai Kevin
- Chiara Zanni vai Raquelle
- Maryke Hendrikse vai Reagan
- Anna Cummer vai Dawn
- Andrew Francis vai Todd
- Heather Doerksen vai Stephanie
- Joe May vai Mr. Wexler

## Bài hát
01. Ke$ha - Invisible
02. Girl Most Likely To
03. Feels Like Love
04. Real Life
05. Elanya - Fate Finds a Way
06. Skye Sweetnam - This Is Me
07. Skye Sweetnam - Real Life
09. Skye Sweetnam - Note to Self
10. Huckapoo - Where You Belong
11. Deanna DellaCioppa - I Don't Wanna Sleep

## Tổng quan
- Danh sách phim chủ đề hoạt hình